# Lindsaea latifrons
Lindsaea latifrons är en ormbunkeart som beskrevs av Kramer. Lindsaea latifrons ingår i släktet Lindsaea och familjen Lindsaeaceae. Inga underarter finns listade.